# António Luís Alves Ribeiro Oliveira
António Luís Alves Ribeiro de Oliveira (nacido en Penafiel el 10 de junio de 1952) es un exfutbolista y entrenador portugués de fútbol, como jugador se desempeñó en el puesto de Centrocampista ofensivo.
Tuvo dos etapas como entrenador de la Selección de fútbol de Portugal, liderándola en una Copa del Mundo y en una Eurocopa.

## Carrera como jugador
Nacido en Penafiel, Distrito de Oporto, Oliveira hizo su debut profesional con el FC Porto, apareciendo por primera vez en la Primeira Liga a la edad de 18 años en 1970. Con los "Dragones" estuvo hasta la temporada 1979, ganando dos títulos de liga en 1977–78 y 1978–79, y la Taça de Portugal 1976–77.
En el verano de 1979, Oliveira, de 27 años, se mudó a España para jugar con el Real Betis de Sevilla. Regresó al Porto en la siguiente ventana de fichajes.
En 1981 arriba al Sporting de Lisboa, ayudándolos a lograr el doblete Liga-Copa en la temporada 1981–82. 
En 1985, con 33 años, fichó por el CS Marítimo, retirándose al final de la campaña con un total de 296 partidos jugados y 109 goles anotados en la Primera División portuguesa.
Oliveira jugó 24 partidos con la Selección de Portugal durante un período de nueve años, anotando un total de siete goles.

## Carrera de entrenador
Oliveira comenzó a dirigir cuando aún era jugador activo. Exclusivamente como entrenador desde 1987 en adelante, su única temporada completa en sus inicios fue la 1991-92, cuando llevó al modesto Gil Vicente FC a la decimotercera posición de la máxima categoría.
Desde 1994 a 1996 se hace cargo de la Selección de Portugal con la que alcanza los cuartos de final en la Eurocopa 1996, donde cae por 1–0 ante la República Checa.
Posteriormente ficha en el FC Porto, su primera temporada comenzó con una demoledora victoria de 5–0 sobre el Benfica en la Supercopa de Portugal. Con el Porto consigue además dos títulos consecutivos de la Primeira Liga en las temporadas 1996–97 y 1997–98, y la Copa de Portugal 1997–98, ganada al SC Braga.
Después de un fugaz paso por el Real Betis en 1998, vuelve a la Selección Portuguesa, clasificándola a la Copa Mundial de Fútbol de 2002, por primera vez en 16 años. Después de una victoria y dos derrotas en la fase de grupos, Portugal queda eliminado y es despedido.
Posteriormente, Oliveira fue elegido presidente de Penafiel Futebol Clube.

## Trayectoria como jugador
- FC Porto  (1968 - 1971, etapa juvenil)
- FC Porto  (1971 - 1979)
- Real Betis  (1979)
- FC Porto  (1980)
- FC Penafiel  (1980 - 1981)
- Sporting de Lisboa  (1981 - 1985)
- Marítimo  (1985 - 1986)

## Trayectoria como entrenador
- 1980–1981  Penafiel (jugador-entrenador)
- 1982–1983  Sporting de Lisboa (jugador-entrenador)
- 1985–1986  Marítimo (jugador-entrenador)
- 1987–1988  Vitória Guimarães
- 1988  Académica de Coimbra
- 1991–1992  Gil Vicente
- 1993–1994  Sporting Braga
- 1994–1996  Selección de Portugal
- 1996–1998  FC Porto
- 1998  Real Betis
- 2000–2002  Selección de Portugal

## Palmarés

### Como jugador
FC Porto
- Primeira Liga: 1977–78, 1978–79
- Taça de Portugal: 1976–77

Sporting de Lisboa
- Primeira Liga: 1981–82
- Taça de Portugal: 1981–82
- Supertaça Cândido de Oliveira: 1982

#### Individual
- Futbolista del año en Portugal: 1978, 1981, 1982

### Como entrenador
Sporting CP
- Supertaça Cândido de Oliveira: 1982

FC Porto
- Primeira Liga: 1996–97, 1997–98
- Taça de Portugal: 1997–98
- Supertaça Cândido de Oliveira: 1996